# Z-pinch

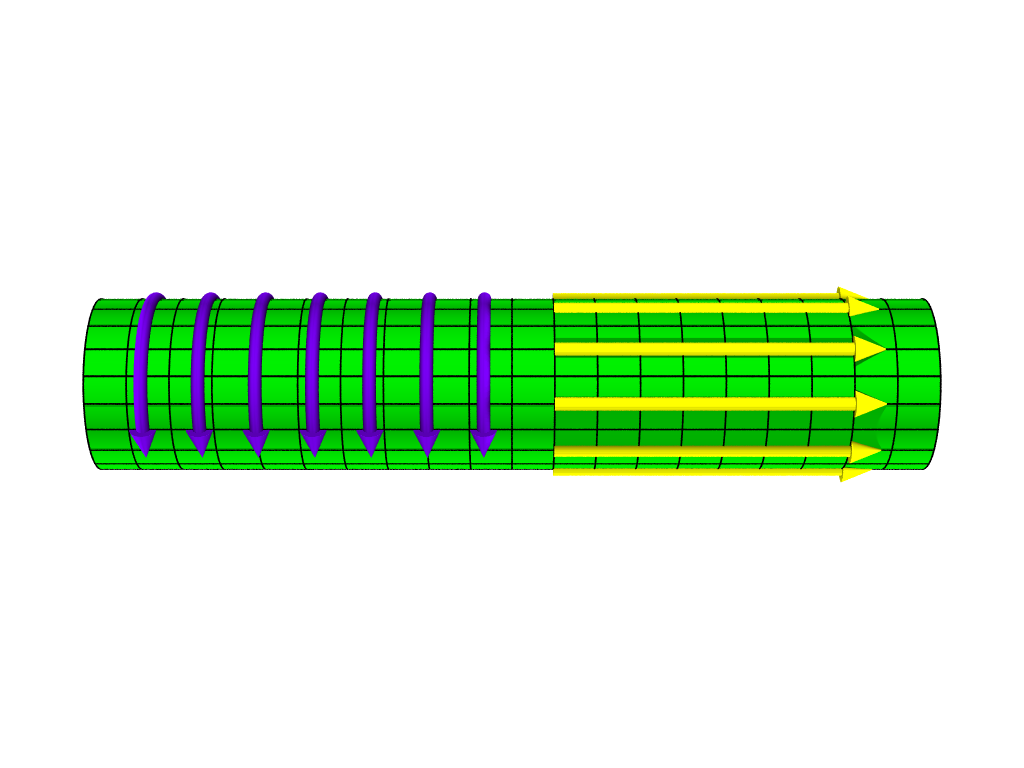
Desenho esquemático de um Z-pinch. A corrente elétrica e o campo magnético são ilustrados, respectivamente, pelas setas amarelas e roxas.

Z-Pinch ou Zeta Pinch é um tipo de sistema de confinamento de plasma que usa uma corrente elétrica para gerar campos magnéticos que comprimem o próprio plasma.

## Funcionamento
A mudança num campo magnético causa uma corrente em um condutor que por sua vez cria outro campo magnético em direção oposta. Ou seja, se um imã se aproximar de um condutor, a corrente será induzida no condutor e por sua vez criará um campo magnético oposto que expulsará o imã.
No Z-Pinch, um campo magnético externo induz uma corrente no plasma, que por sua vez cria um campo magnético que se opõe ao externo. Entretanto, o campo externo é fixo no equipamento, enquanto o plasma pode se mover dentro do tudo e é portanto comprensado(?).